# 99 da battere
99 da battere è un game show televisivo italiano, in onda su Rai 2 in prima serata con la conduzione di Max Giusti e la voce fuori campo della doppiatrice Marta Filippi.
Il programma, prodotto da Endemol Shine Italy, è stato basato sul format belga 99 to Beat, creato da Vrt e De Chinezen e licenziato da Primitives. Le riprese sono state effettuate in un'arena costruita all'interno degli studi Voxson di Roma.
La prima stagione è andata in onda dal 10 febbraio al 17 marzo 2025 per sei puntate.

## Il programma
Le riprese dello show sono state svolte nell'arco di 23 giorni, impiegando un totale di tre settimane.

### Format
Il format nasce in Belgio nel 2019. La struttura del gioco è stata paragonata a quella della popolare serie televisiva Squid Game rilasciata su Netflix nel 2021, e da MrBeast col titolo Beast Games, dove sono presenti prove ad eliminazione diretta in cui chi non supera la sfida viene immediatamente eliminato.
Nel programma, cento concorrenti di età compresa tra 18 e 98 anni si sfidano in una serie di prove con l'obiettivo di conquistare il montepremi finale di 99.000 euro in gettoni d'oro.
In ogni prova, che può coinvolgere abilità prettamente fisiche o mentali, conoscenze di cultura generale o scelte casuali, i concorrenti devono portare a casa il risultato cercando di non arrivare ultimi. La persona che non completa la prova o la completa per ultimo, viene eliminata dal gioco e deve abbandonare l'arena. Alcune delle prove prevedono di essere svolte in maniera individuale, altre a coppie e altre ancora in squadra. Tra una sfida e l'altra vengono mostrate clip e interviste ai concorrenti, in alcuni casi legati tra loro da vincoli di parentela o amicizia, in modo da presentare al pubblico le loro storie e vicende personali. Inoltre, le redini di alcune sfide sono tenute da alcuni ospiti.

## Edizioni
| Edizione | Periodo          | Periodo       | Puntate | Conduzione | Vincitore      | Studio               |
| Edizione | Inizio           | Fine          | Puntate | Conduzione | Vincitore      | Studio               |
| -------- | ---------------- | ------------- | ------- | ---------- | -------------- | -------------------- |
| 1ª       | 10 febbraio 2025 | 17 marzo 2025 | 6       | Max Giusti | Stanislao Zama | Studi Voxson di Roma |

## Ascolti

### Prima edizione
| Puntata | Messa in onda    | Ascolti        | Ascolti | Ascolti |
| Puntata | Messa in onda    | Telespettatori | Share   | Fonte   |
| ------- | ---------------- | -------------- | ------- | ------- |
| 1       | 10 febbraio 2025 | 1 055 000      | 6,64%   | [ 12 ]  |
| 2       | 17 febbraio 2025 | 1 191 000      | 7,00%   | [ 13 ]  |
| 3       | 24 febbraio 2025 | 1 030 000      | 5,90%   | [ 14 ]  |
| 4       | 3 marzo 2025     | 1 049 000      | 6,30%   | [ 15 ]  |
| 5       | 10 marzo 2025    | 1 133 000      | 6,80%   | [ 16 ]  |
| 6       | 17 marzo 2025    | 1 261 000      | 8,10%   | [ 17 ]  |
| Media   | Media            | 1 120 000      | 6,79%   |         |